# 松尾貴史の落語BAR 〜sideA&sideB〜
『松尾貴史の落語BAR 〜sideA&sideB〜』（まつおたかしのらくごバー サイドエー・アンド・サイドビー）は、TwellVで2011年2月3日から同年5月5日まで毎月第1木曜日20:00 - 21:30（JST）に放送されていたトークバラエティ番組（演芸番組）。全4回。

## 内容
松尾貴史の冠番組。落語家たちの名人芸（sideA）と、松尾がホスト役となって落語家たちの素顔を引き出すバーでのトーク（sideB）の2部構成。収録場所のバーは松尾が共同オーナーを務める。
毎回2人の落語家が出演。メインゲストがsideA&sideB（落語とトーク）に、もう1人は落語のみ出演。
番組は公開録画形式で、以下の有料公演をもとに制作された。
「松尾貴史のオススメ落語会 Vol.1」（2010年12月30日、横浜にぎわい座・芸能ホール） - 第1,4回
「松尾貴史のオススメ落語会 Vol.2」（2011年1月12日、渋谷区文化総合センター大和田・伝承ホール） - 第2,3回

## 出演
ホスト
- 松尾貴史

## 放送リスト
ゲスト上段：メインゲスト（落語とトーク）、下段：落語のみ
| 回 | 放送日       | ゲスト       | 演目         |
| -- | ------------ | ------------ | ------------ |
| 1  | 2011年2月3日 | 立川志の輔   | みどりの窓口 |
| 1  | 2011年2月3日 | 桃月庵白酒   | 松曳き       |
| 2  | 2011年3月3日 | 春風亭昇太   | 花筏         |
| 2  | 2011年3月3日 | 立川生志     | 井戸の茶碗   |
| 3  | 2011年4月7日 | 柳家花緑     | 笠碁         |
| 3  | 2011年4月7日 | 春風亭一之輔 | あくび指南   |
| 4  | 2011年5月5日 | 瀧川鯉昇     | 茶の湯       |
| 4  | 2011年5月5日 | 柳家喬太郎   | 竹の水仙     |

## スタッフ
- 撮影：秋谷英雄、都原秀作（スパイラルビジョン）
- ＶＥ：完梅洋子（スパイラルビジョン）
- 音声：岡田昇（スパイラルビジョン）
- 編集：鈴木裕樹（音響ハウス）
- ＭＡ：川越芳則（音響ハウス）
- 音響効果：水崎雅雄（サウンドパーク）
- ヘアメイク：立沢恵子（アーツ）
- 広報：西岡理紗（TwellV）
- ＷＥＢ：中村香（TwellV）
- 協力：スパイラルビジョン、音響ハウス、アーツ、サウンドパーク、横浜にぎわい座・芸能ホール、伝承ホール、バー･クローズド
- ディレクター：今野徹（イースト）、河合優（ブレインコミュニケーションズ　元イースト）
- ＡＰ：石塚忠宏
- プロデューサー：中尾研二、大泉謙、山口恭由、梅本覇留（ブレインコミュニケーションズ　元イースト）
- 企画協力：古舘プロジェクト
- 制作協力：NHKエンタープライズ、Brain Communications
- 製作・著作：BS12 TwellV